# Congomochtherus elferinki
Congomochtherus elferinki là một loài ruồi trong họ Asilidae. Congomochtherus elferinki được Londt & Tsacas miêu tả năm 1987. Loài này phân bố ở vùng nhiệt đới châu Phi.